# Amadou Makhtar Mbaye
Pour les articles homonymes, voir Mbaye.
Amadou Makhtar Mbaye (dit Tita), né en 1945, est un artiste sénégalais contemporain, peintre, sculpteur et professeur d'arts plastiques.

## Biographie
Il est actuellement (2008) résident au Village des Arts de Dakar.